# ويلينغتون مونتيرو
ويلينغتون مونتيرو (بالبرتغالية: Wellington Monteiro‏) هو لاعب كرة قدم برازيلي في مركز الدفاع، ولد في 7 سبتمبر 1978 في ريو دي جانيرو في البرازيل. لعب مع باوليستا ونادي أوداكس ريو ونادي إنترناسيونال ونادي بانغو أتلتيكو ونادي جوفنتودي ونادي غواراني ونادي غوياس ونادي فاسكو دا غاما ونادي فلومينينسي ونادي كاشياس دو سول ونادي كروزيرو.

## وصلات خارجية
- ويلينغتون مونتيرو على موقع الاتحاد الدولي (مؤرشف)  (الإنجليزية)
- ويلينغتون مونتيرو على موقع قاعدة بيانات كرة القدم.إي يو (الإنجليزية)
- ويلينغتون مونتيرو على موقع Soccerway.com (الإنجليزية)